# Bijele sestre
Misionarke Naše Afričke Gospe, zvane i Bijele sestre, rimokatolička redovnička družba. Muška grana zove se Bijeli oci. Danas na svijetu ima 900-injak redovnica Bijelih sestara u 136 samostana u 16 afričkih država, devet u Europi, tri u Sjevernoj Americi i jedan u Aziji.